# Henry Holst
Henry Holst (* 25. Juli 1899 in Kopenhagen; † 15. Oktober 1991 ebendort) war ein dänischer Geiger und Musikpädagoge.
Holsts Eltern waren der Lehrer und Organist Jens Christian Holst (1856–1907) und Elvira Holst, geb. Jakobsen (1864–1943). Er wuchs in Sæby auf, wo er ersten Violinunterricht bei seinem Vater hatte. Holst studierte von 1914 bis 1916 am Königlichen Musikkonservatorium in Kopenhagen Violine bei Axel Gade sowie Klavier und Harmonielehre bei Carl Nielsen. Er debütierte als Geiger 1919 mit Henri Vieuxtemps’ Erstem Violinkonzert in Kopenhagen, setzte dann von 1919 bis 1921 seine Ausbildung bei Emil Telmányi fort und studierte abschließend bei Willy Heß in Berlin. 1922 trat er zunächst als 2. Konzertmeister in das Philharmonische Orchester Berlin ein, von 1923 bis 1931 war er dort als 1. Konzertmeister unter Wilhelm Furtwängler tätig. 1928 spielte er die deutsche Erstaufführung der Vier Jahreszeiten von Vivaldi. Einige Jahre lang war er der 1. Geiger der Kammermusikvereinigung der Berliner Philharmoniker.
Von 1931 bis 1945 war Holst Professor am Royal Manchester College of Music. Er gründete dort das Henry Holst String Quartet, das bis 1941 bestand, und trat als Solist auf. Er spielte die europäische Uraufführung von William Waltons Violinkonzert mit dem Royal Philharmonic Orchestra, und seine Interpretation von Sibelius’ Violinkonzert unter Thomas Beecham galt als eine der besten seiner Zeit.
1945 wurde Holst Professor am Royal College of Music in London, wo er bis 1954 unterrichtete. Mit dem 1941 von ihm gegründeten Philharmonia String Quartet (mit Ernest Element, Herbert Downes und Anthony Pini) spielte er in dieser Zeit Aufnahmen für Columbia Records ein, unter denen die Aufnahme von Beethovens Erzherzog-Trio besondere Beliebtheit erlangte.
Im Jahr 1954 kehrte Holst nach Dänemark zurück und unterrichtete dort bis 1969 am Königlichen  Musikkonservatorium. Von 1961 bis 1963 hatte er eine Gastprofessur an der Universität der Künste Tokio.
Er war bis ins hohe Alter als Musiker aktiv. Noch zu seinem achtzigsten Geburtstag spielte er Sibelius’ Violinkonzert, und zu seinem 90. Geburtstag plante er eine Aufführung von Mozarts Sinfonia Concertante mit dem Bratschisten Herbert Downes, der aber aus Altersgründen ablehnte.